# Gubernia homelska
Gubernia homelska (ros. Гомельская губерния) – jednostka administracyjna utworzona 11 czerwca 1919 z 9 powiatów guberni mohylewskiej, 1 powiatu guberni mińskiej i 4 powiatów guberni czernihowskiej. 

## Podział administracyjny
- bychowski
- czausowski
- czerykowski
- homelski
- horecki
- klimowicki
- mgliński
- mohylewski
- nowozybkowski
- orszański
- rohaczewski
- rzeczycki
- starodubowski
- suraski